# フリオ・デリー・バルデス
フリオ・デリー・バルデス (Julio Dely Valdés) こと、フリオ・セサル・デリー・バルデス（Julio César Dely Valdés, 1967年3月12日 - ）は、パナマの元サッカー選手。選手時代のポジションはフォワード。
カリブ海の小クラブから欧州リーグのトップランクスコアラーにまで上り詰めた、パナマの点取り屋。パナマ代表としては国際舞台での実績は乏しいものの、選手生活20年以上の中で大きな怪我に見舞われることもなく、キャリアの最期まで高いレベルでコンディションを維持し得点を挙げ続けた。
Jリーグで長年プレーしたホルヘ・デリー・バルデスは双子の兄。また長兄のアルマンドも同じくプロサッカー選手だった。

## 経歴
15歳の時に地元クラブでデビュー。1989年に新たな活躍の場を求めてアルゼンチンへ渡り、4部リーグで1シーズンプレー。33試合で28得点を記録した。翌シーズンにウルグアイのナシオナル・モンテビデオに引き抜かれ、在籍4シーズン・出場89試合で計110得点をマーク。1992年には自身得点王となる活躍でリーグ優勝の原動力となった。
1993年、イタリアのカリアリへ移籍。主力として2シーズンを過ごし欧州での選手生活に自信を付けると、1995年にフランスのパリ・サンジェルマンFCに移籍した。入れ替わりで移籍したジョージ・ウェアの後釜として活躍を見せ、翌年のUEFAカップウィナーズカップ優勝に貢献した。
1997年、30歳で新天地スペインのレアル・オビエドに移籍。クラブは移籍初年度のシーズンを2部降格圏の18位で終えたものの、プレーオフでバルデス自身が挙げた得点により勝利し、降格の危機を免れた。その後も残留争いを続けるオビエドで気を吐いたバルデスは、2000年にマラガCFへ移籍。マラガではウルグアイ人フォワード、ダリオ・シルバとの「ダブルD」コンビでゴールを量産。当時既に30代半ばという年齢を感じさせない存在感で、時折レアル・マドリードなど強豪クラブを相手に得点するジャイアント・キリングを演じ人気を集めた。2003年に古巣ナシオナルでプレーした後、故郷パナマに戻った。
2005年にはパナマ代表として兄ホルヘと共に2005 CONCACAFゴールドカップに出場。決勝でアメリカに敗れたものの、準優勝を果たした（2010年現在、パナマ代表にとって国際舞台での過去最高の戦績となっている）。
なお、この時、兄ホルヘと共に代行という形ではあるが共同でパナマ代表監督を務めた。
2006年に現役を引退。程なく指導者としてキャリアをスタートさせ、兄ホルヘと共に、カナダで開かれた2007 FIFA U-20ワールドカップのパナマユース代表を指導した。
2010年9月、サッカーパナマ代表監督に就任。2014 FIFAワールドカップ・北中米カリブ海3次予選では、メキシコが終始低調であり、最終節まで大陸間プレーオフ進出の可能性を残していた。メキシコがコスタリカに敗れたため、アメリカをホームで下せば逆転で大陸間プレーオフに進出できる状況にあったが、後半アディショナルタイムに一挙2点を奪われ逆転負け。パナマ代表のW杯初出場の夢は途絶えることになった。